# Taylor Zakhar Perez
Taylor Zakhar Perez (Chicago, Illinois, 24 de diciembre de 1991) es un actor  y modelo estadounidense. Comenzó su carrera apareciendo en varias series antes de su papel destacado en las comedias románticas The Kissing Booth 2 (2020) y The Kissing Booth 3 (2021). Perez tuvo un papel secundario en la serie de comedia sexual Minx (2022) y un papel protagonista en la película de comedia romántica LGBT Red, White & Royal Blue (2023).

## Biografía
Perez nació en Chicago el 24 de diciembre de 1991 y creció en Chesterton, Indiana. Asistió a la escuela secundaria Chesterton, donde practicaba natación. Perez tiene ascendencia mexicana, del Medio Oriente y mediterránea. Es parcialmente croata por parte de su madre y parcialmente húngaro por parte de su padre.
Su madre es esteticista y él es el sexto de ocho hijos. Perez solía cambiar neumáticos en el taller de carrocería de la familia los fines de semana. Obtuvo una beca de natación para la Universidad Fordham, pero la rechazó para asistir a UCLA, donde se especializó en cultura y comunidad hispanas y se graduó con una especialización secundaria en cine y televisión. Perez comenzó su carrera actoral actuando en musicales en teatros de ópera a una edad temprana.

## Carrera

### El stand de los besosy ascenso a la popularidad (2020-2023)
En 2020, Perez interpretó a Marco Valentin Peña en The Kissing Booth 2 de Netflix, junto a Joey King. Para su papel, tomó clases de coreografía y guitarra. Se convirtió en la película más vista en Netflix durante su fin de semana de estreno. La serie fue la segunda más vista durante su segundo fin de semana, con Forbes señalándola como "una de las películas más populares en la plataforma". En octubre de ese año, Netflix informó que 66 millones de hogares vieron la película en sus primeras cuatro semanas de lanzamiento.
Al inicio de la pandemia de COVID-19, Perez se asoció con Variant Malibu, una empresa de tecnología 3D, para fabricar mascarillas faciales. Redujeron el 90% de los residuos de fabricación tradicionales. También diseñó mascarillas con sus compañeros de reparto de The Kissing Booth 2, Joel Courtney, Joey King, Meganne Young y Maisie Richardson-Sellers. Las ganancias se destinaron a una organización de Chicago que ayuda a niños discapacitados, adultos y familias con niños discapacitados en la comunidad hispana. En 2021, Perez retomó el papel de Marco Valentin Peña en The Kissing Booth 3.
En 2022, Perez protagonizó la serie de comedia de HBO Max Minx como Shane Brody, un bombero que se convierte en el principal candidato para la portada del primer magazine erótico para mujeres en Los Ángeles. Al hablar sobre los desafíos que enfrentó al interpretar al personaje, Perez dijo: "Lo más importante fue darle solidez, hacerlo agradable y también jugar en contra de la línea". Perez continuó protagonizando la película de comedia sobre juegos 1Up junto a Ruby Rose, donde interpretó a Dustin.

### Rojo, blanco y sangre azuly más allá (2023-presente)
En 2023, Perez protagonizó Red, White & Royal Blue de Amazon Prime Video como Alex Claremont-Diaz, el primer hijo de los Estados Unidos, junto a Nicholas Galitzine. Wendy Ide de The Observer elogió el carisma de Perez y Galitzine y lo atribuyó al atractivo de la película: "Resulta que ver a dos chicos imposiblemente hermosos mirándose fijamente el uno al otro podría ser justo el pulso escapista que necesitamos en este momento". En 2024, fue designado embajador para la ceremonia de los premios SAG de ese año.

## Filmografía

### Películas
| Año  | Título                     | Papel               | Ref.   |
| ---- | -------------------------- | ------------------- | ------ |
| 2020 | The Kissing Booth 2        | Marco Valentin Peña | [ 30 ] |
| 2020 | Philanthropy               | Taylor              |        |
| 2021 | The Kissing Booth 3        | Marco Valentin Peña | [ 31 ] |
| 2022 | 1Up                        | Dustin              |        |
| 2023 | Rojo, blanco y sangre azul | Alex Claremont-Diaz | [ 32 ] |
| —    | Red, White & Royal Blue 2  | Alex Claremont-Diaz | [ 33 ] |

### Televisión
| Año  | Serie             | Papel            | Ref.   |
| ---- | ----------------- | ---------------- | ------ |
| 2012 | iCarly            | Keith            | [ 34 ] |
| 2013 | Suburgatory       | Renaldo          |        |
| 2014 | Alpha House       | Trent            |        |
| 2014 | Awkward           |                  |        |
| 2015 | Young & Hungry    | Benji Rodriguez  |        |
| 2016 | Code Black        | Ari Stricks      | [ 35 ] |
| 2016 | 12 Deadly Days    | Zac              |        |
| 2016 | Cruel Intentions  | Mateo De La Vega |        |
| 2017 | Embeds            | Noah Torres      | [ 36 ] |
| 2017 | High Expectasians | Jonathan Price   |        |
| 2018 | Scandal           | Calvin           |        |
| 2022 | Minx              | Shane Brody      | [ 37 ] |